# Entre Rios do Oeste
Entre Rios do Oeste is een gemeente in de Braziliaanse deelstaat Paraná. De gemeente telt 4.113 inwoners (schatting 2009).

## Aangrenzende gemeenten
De gemeente grenst aan Marechal Cândido Rondon, Pato Bragado, Santa Helena en São José das Palmeiras.

### Landsgrens
En met als landsgrens aan de gemeente Nueva Esperanza in het departement Canindeyú met het buurland Paraguay.